# Juan Bravo Baena
Juan Bravo Baena, né le 24 mars 1974 à Palma de Majorque, est un homme politique espagnol membre du Parti populaire (PP).
Il est élu député de la circonscription électorale de Ceuta lors des élections générales de décembre 2015.

## Biographie

### Vie privée
Il est marié et père de trois enfants.

### Études et profession
Juan Bravo réalise ses études à l'université de Jaén où il obtient une licence en droit. Durant ses années étudiantes, il joue dans la division d'honneur de l'équipe de futsal de Jaén. Il obtient une aptitude en recherche au cours de son cursus en doctorat.
Il réussit successivement les concours d'agent des Finances publiques, du corps des techniciens des Finances et celui du corps supérieur des inspecteurs des Finances de l'État. Fonctionnaire de l'Agence d'État de l'administration fiscale (AEAT), il exerce dans diverses provinces avant d'être promu délégué de l'AEAT dans la ville autonome de Ceuta en mars 2012. Il est également professeur honoraire de droit fiscal à l'université de Cordoue.

### Repéré par Vivas et Cucurull
Simple militant du parti n'ayant jamais assisté à un meeting, il lui est proposé, en octobre 2015, par le président de Ceuta, Juan Jesús Vivas, et le délégué du gouvernement, Nicolás Fernández Cucurull, de conduire la liste du PP lors des élections générales du mois de décembre suivant ; au sein d'une candidature entièrement renouvelée par rapport au scrutin précédent. Bien que sa femme ait initialement montré sa réticence à une telle proposition, il finit par l'accepter et est logiquement investi tête de liste en lieu et place du député sortant Francisco Márquez de la Rubia dont la réélection n'était pas du goût d'une importante frange du parti. Pendant la campagne, il confie que le « plus dur est de dire à [ses] enfants pourquoi le visage de leur père est affiché partout dans la ville » et de faire face aux accusations de corruption alors qu'il n'a jamais été en politique auparavant.

### Député de Ceuta
Le 20 décembre, il est élu unique député de la circonscription de Ceuta grâce au soutien de 14 813 électeurs (44,86 %) soit le double de son rival le plus direct, le PSOE qui ne retient que 7 627 voix (23,1 %). Le score du parti est cependant loin de la barre des 20 968 voix (65,93 %) acquis par le PP lors du scrutin de 2011. Ce résultat constitue un « avertissement » pour le PP de Vivas et s'inscrit dans la continuité des résultats obtenus lors des élections municipales de mai précédent au cours desquelles le maire-président a perdu la majorité absolue au conseil municipal.
Siégeant à la commission des Finances et des Administrations publiques ainsi qu'a celle des Budgets, il est porte-parole adjoint à la commission de l'Industrie, de l'Énergie et du Tourisme et porte-parole à la commission bicamérale chargée des Relations avec le Tribunal des comptes. Interrogé sur l'échec de la brève législature qui n'est pas parvenue à investir un président du gouvernement, il qualifie ce premier mandat comme ayant servi à « fixer les positions de chaque parti ».
De nouveau candidat lors du scrutin anticipé de juin 2016, il est confirmé comme coordonnateur de la campagne par la direction nationale du parti,. Le 26 juin, il recueille l'appui de 15 991 voix et, avec 51,86 %, récupère la majorité absolue des suffrages exprimés. Cette augmentation nette de 1 178 voix correspond principalement au retour des votants ayant choisi le bulletin de Ciudadanos six mois auparavant. Juan Bravo devientest alors le député le mieux élu de l'Espagne, devant Pablo Casado dans la circonscription très conservatrice d'Ávila. Il défend qu'en cas d'impossibilité d'articuler une majorité parlementaire suffisante à investir un président du gouvernement, on laisse le soin à la liste la plus votée — le PP, dans ce cas — de former un gouvernement minoritaire grâce à un « acte de générosité » et défend que l'Espagne veut des « accords et de la modération »
Pour ce deuxième mandat au palais des Cortes, il siège à la commission des Finances et de la Fonction publique, à celle des Budgets et à la commission bicamérale pour les Relations avec le Tribunal des comptes. Il est porte-parole à la commission de l'Économie, de l'Industrie et de la Compétitivité.

### Conseiller aux Finances de la Junte d'Andalousie

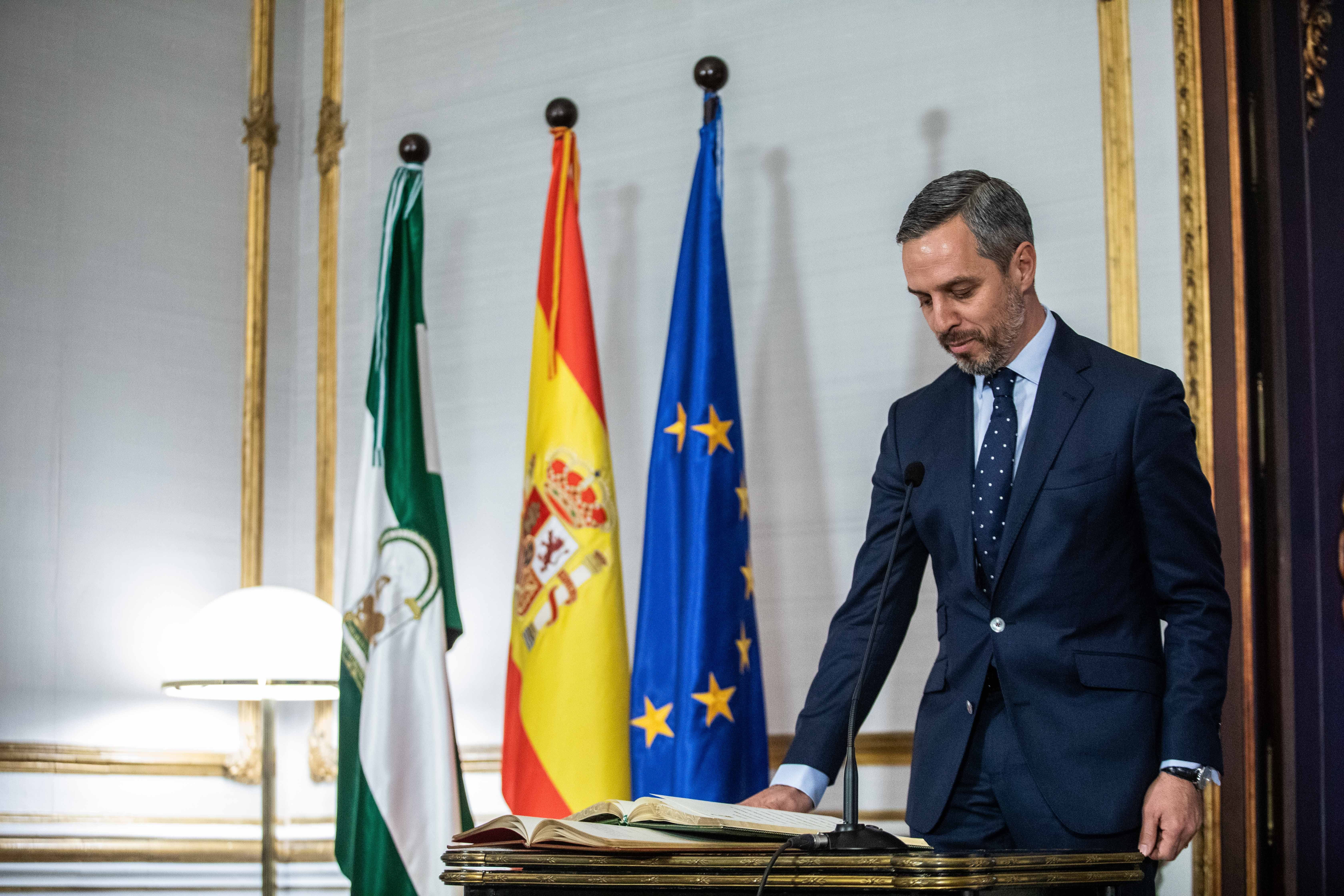
Juan Bravo est assermenté le 12 février 2019.

Victime de problèmes de santé cardiaque, le conseiller aux Finances, à l'Industrie et à l'Énergie de la Junte d'Andalousie, Alberto García Valera, remet sa démission au président Juan Manuel Moreno le 11 février 2019,. Ce dernier choisit alors Juan Bravo pour le remplacer, qui démissionne le même jour de son mandat de député national où il est remplacé par Kissy Chandiramani. Il prend possession de ses fonctions le lendemain. Le conseiller sortant montre sa « pleine confiance dans le succès » de son successeur, avec lequel il a déjà travaillé au sein de l'administration fiscale.